# جيسيكا ستام
جيسيكا ستام (بالإنجليزية: Jessica Stam)‏ (مواليد 23 أبريل 1986) عارضة أزياء كندية شهيرة  في عام 2007 صنفتها مجلة فوربس كواحدة من أكثر عارضات الأزياء شهرة وثراء في العالم حيث أنها كسبت 1.5 مليون دولار خلال 12 شهراً.

## حياتها المبكرة
ولدت جيسيكا في مدينة كينكاردين، أونتاريو في كندا ونشأت بمزرعة جنباً إلى جنب مع أخوانها الستة في بيئة متدينة وكانت تطمح أن تصبح طبيبة أسنان قبل الاتجاه لعرض الأزياء.

## حياتها المهنية
- فازت عام 2002 في مسابقة the Los Angeles Model Look contest [5]
- ظهرت على غلاف مجلة UK بالنسختين الألمانية والتركية و مجلة فوغ.[6]
- ظهرت أيضا في إعلانات وعروض عدة مصممين مثل مارك جاكوبس وأنا سوي وجورجو أرماني وغيرهم.[6]
- عملت أيضا مع عدة شركات ووكالات شهيرة مثل فيكتوريا سيكريت.

## حياتها الشخصية
كان في حياتها العديد من الرجال المشاهير مثل لاعب فريق الهوكي نيويورك رينجرز الشهير.Aaron Voros  و الموسيقي آدم غولدشتاين وحاليا تواعد عضو فرقة الروك ريد هوت تشيلي بيبرز المغني الشهير أنتوني كيديس 

## وصلات خارجية
- جيسيكا ستام على موقع IMDb (الإنجليزية)
- جيسيكا ستام على موقع قاعدة بيانات الفيلم (الإنجليزية)
- جيسيكا ستام على موقع دليل عارضات الأزياء (الإنجليزية)
- جيسيكا ستام على تويتر .